# Atlantocis gillerforsi
Atlantocis gillerforsi es una especie de coleóptero de la familia Ciidae.

## Distribución geográfica
Habita en las islas Azores.